# Национальный исторический парк Ситки
Национальный исторический парк Ситки (англ. Sitka National Historical Park, также известен как Парк Тотемов) — национальный исторический парк в городе Ситка, посвящённый истории местности от 1804 года, когда произошла битва при Ситке между русскими пушными охотниками и местными тлинкитами, в результате которой Ново-Архангельск стал столицей Русской Америки, до продажи Аляски в 1867 году. Парк занимает территорию около 45 га, в основном это лесной массив ели ситхинской с протекающей рекой, где в сезон можно наблюдать нерест лососёвых. На территории находятся исторические постройки, среди которых выделяется бревенчатый Русский Архиерейский дом 1840-х гг, который был центром прозелитизма Русской православной церкви. В парке также есть коллекция тотемных столбов.
Национальный памятник Ситка был создан по указу президента Тафта 23 марта 1910 года, чтобы сохранить русские постройки и коллекцию тотемных столбов. В 1942 году территория была передана под контроль армии США, после чего в результате строительства военных объектов произошло удаление огромного количества гравия из реки. В 1947 году парк перешёл под ведомство Министерства внутренних дел. В 1965 году был открыт новый центр для посетителей, а в 1966 году памятник был добавлен в Национальный реестр исторических мест США. 18 октября 1972 года национальный памятник был преобразован в национальный исторический парк.
В 2005 году спустя 200 лет после фактического окончания Русско-тлинкитской войны на территории парка состоялась церемония примирения, в которой участвовали в том числе и потомки Катлиана и Баранова.
Национальный исторический парк Ситки в 2011 году посетило 186864 туриста.

## Галерея

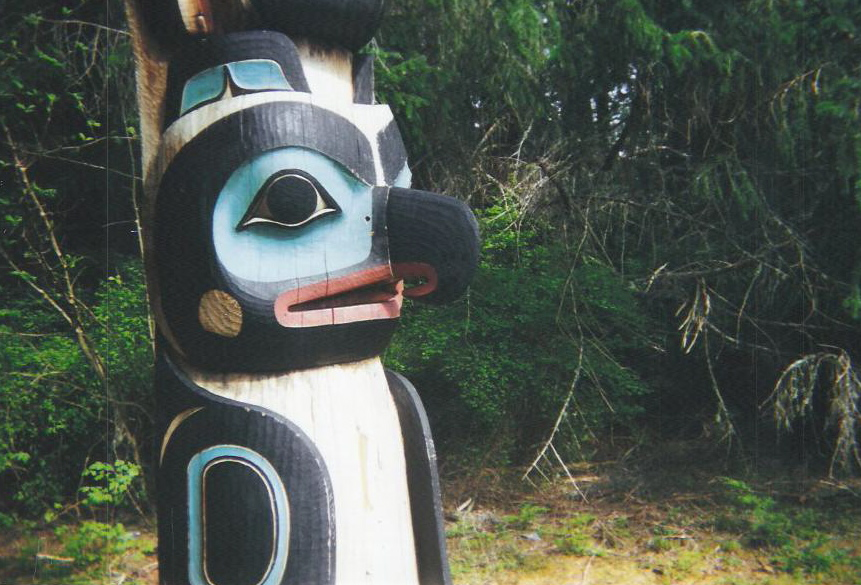
Тотем Ворона
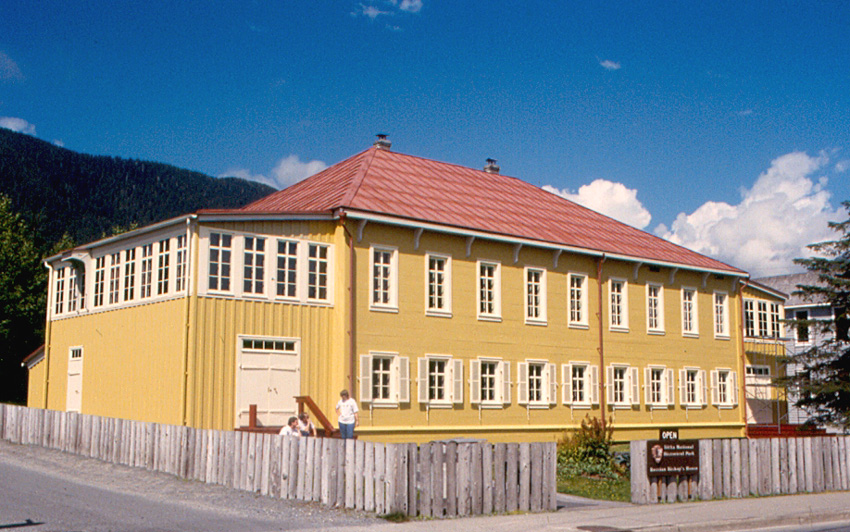
Русский Архиерейский дом
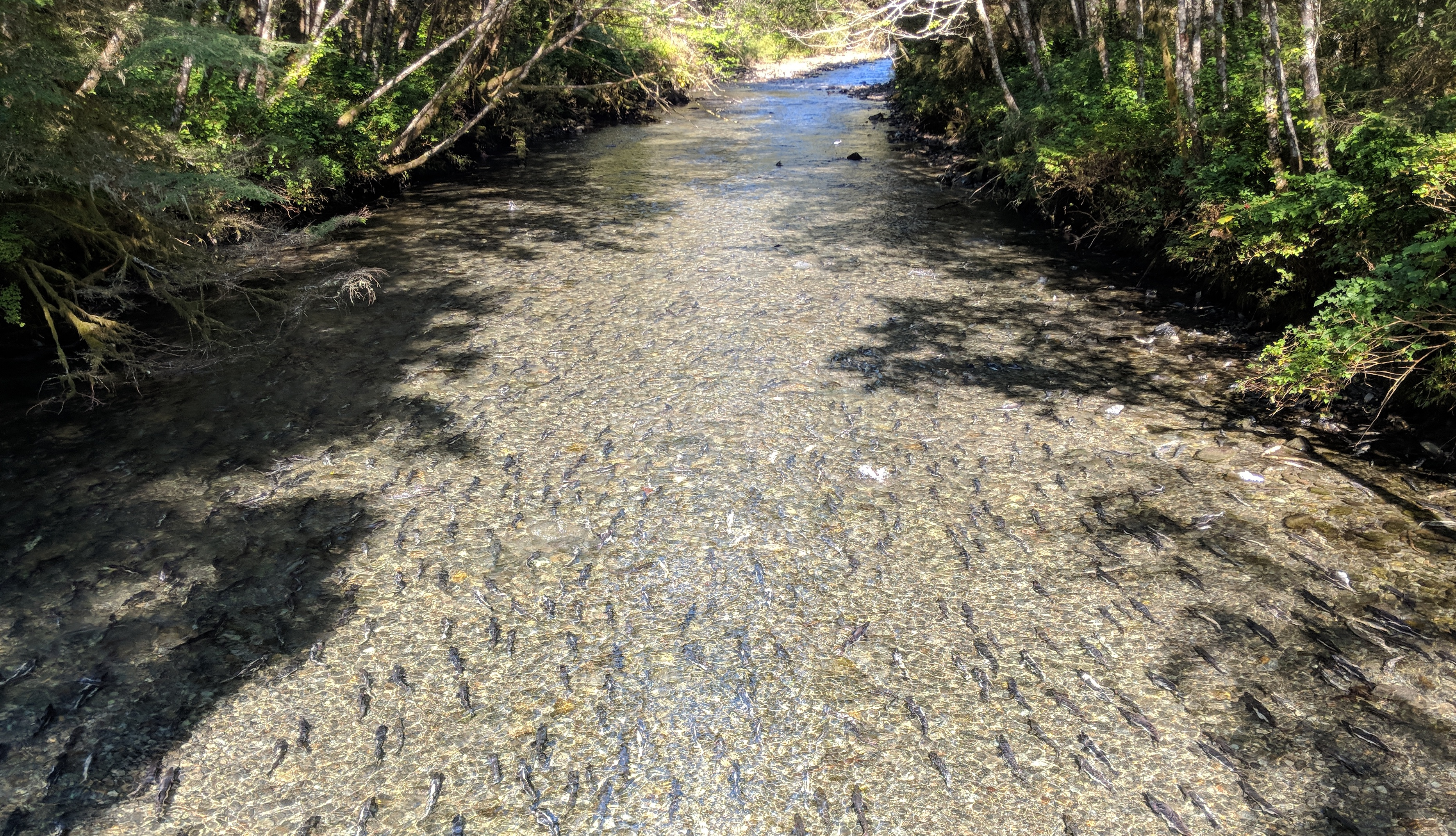
Нерест лосося
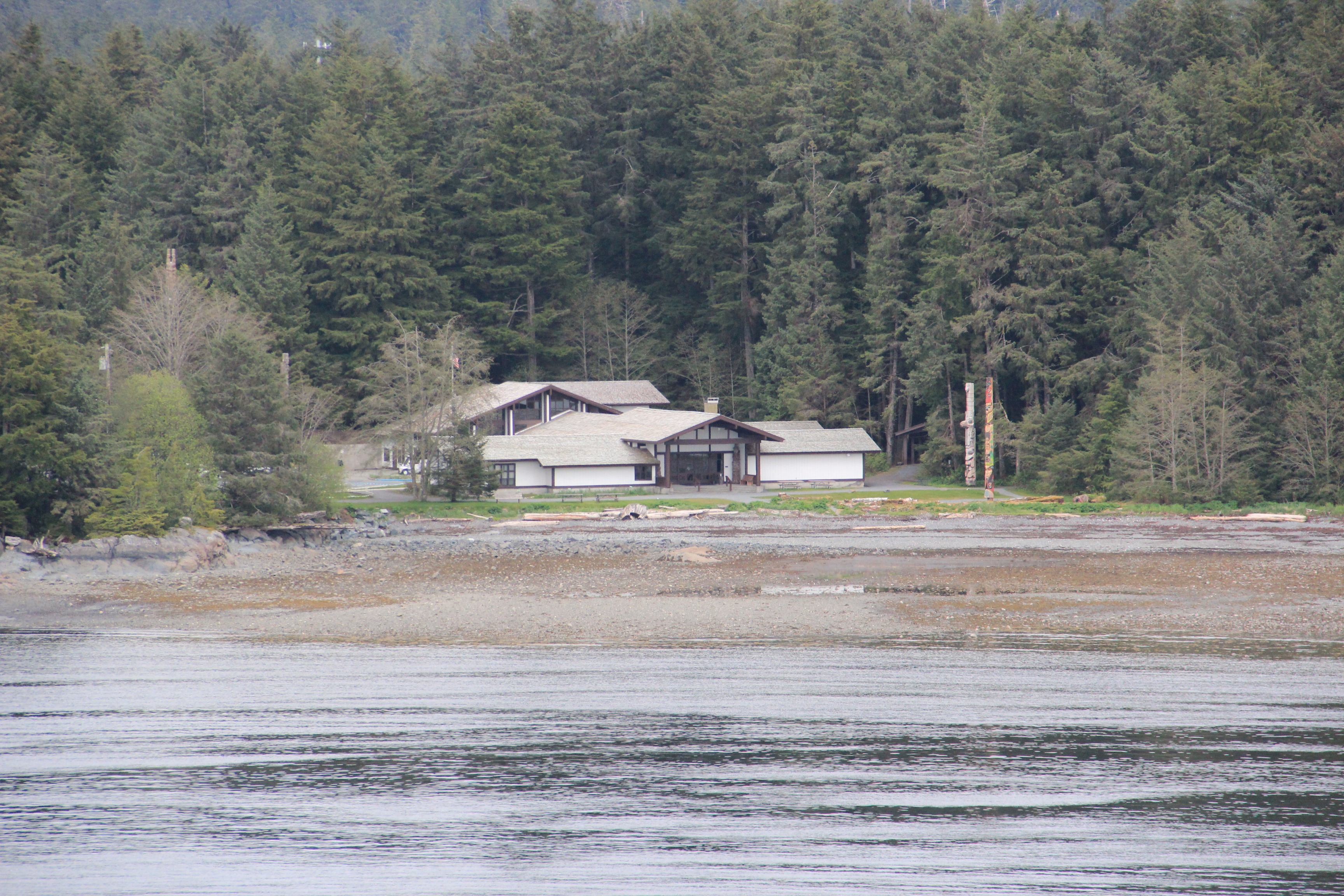